# Wanaparthy
Wanaparthy es una ciudad y municipio situada en el distrito de Wanaparthy en el estado de Telangana (India). Su población es de 60949 habitantes (2011). Se encuentra a 149 km de Hyderabad, la capital del estado.

## Demografía
Según el censo de 2011 la población de Wanaparthy era de 60949 habitantes, de los cuales 31501 eran hombres y 29448 eran mujeres. Wanaparthy tiene una tasa media de alfabetización del 77,91%, superior a la media estatal del 67,02%: la alfabetización masculina es del 85,04%, y la alfabetización femenina del 70,30%.